# Zsa Zsa Speck
Zsa Zsa Speck (vlastním jménem Perry Pandrea) byl v roce 1989 klávesista v kapele Marilyn Manson. Umělecké jméno si zvolil podle herečky Zsa Zsa Gabor a podle masového vraha Richarda Franklina Specka. V kapele byl později nahrazen Madonnem Waynem Gacym v roce 1989.
Poté, co byl z kapely vyhozen, pokračoval Pandrea v kapele L.U.N.G.S (později přejmenované na Collapsing Lungs, a pak přejmenované zpět na Lungs). V roce 1994 vydali album s názvem Colorblind.
Pandrea údajně pracuje jako učitel na základní škole a o své době s kapelou mluví nerad.